# Куровец, Иван
Иван Курове́ц (укр. Іван Куровець, пол. Iwan Kuroweć, 17 января 1863, с. Батятычи, Камянко-Струмиловского повета Галиции, Австрийская империя (ныне в Каменка-Бугской общине, Львовской области, Украина) — 18 мая 1931, Львов) — западноукраинский общественно-политический деятель. Министр охраны здоровья Западно-Украинской Народной Республики, директор Народной лечебницы во Львове, член и некоторое время председатель Украинского врачебного общества.
Организатор медицинской службы ЗУНР.

## Биография
Родился в семье священника. Среднее образование получил во Львовской академической гимназии. В 1887 окончил Медицинскую Академию в Вене. Во время учебы в австрийской столице, участвовал в общественной работе в студенческом обществе
«Сич».
С 1889 работал врачом в Калуше. Активно участвовал в украинском национальном движении — стал одним из основателей «Народного Дома» и местного филиала «Крестьянского Банка». Был членом Украинской национально-демократической партии (УНДП).
В 1908 и 1913 гг. избирался депутатом Галицкого сейма Австро-Венгрии от Калушского повета.
В 1918 переехал во Львов, исполнял обязанности секретаря «Народного Дома» (1918—1919).
18 октября 1918 вошел в состав Украинского Национального Совета (УНРады). 10 ноября 1918 был назначен государственным Секретарем общественного здоровья в первом правительстве Западно-Украинской Народной Республики.
Во время польско-украинской войны, при отступлении украинской галицкой армии и выезда правительства из Львова под натиском польских войск 22 ноября 1918 не смог покинуть город. Был арестован польскими военными властями и, вместе с другими украинский деятелями (Кириллом Студинским, Владимиром Охримовичем и сестрами Кульчицкими), интернирован в оборудованном под концлагерь замке в г. Баранов в Тарнобжеге. 22 января 1919 в лагерь пришло известие о принятой договоренности про обмен Куровца на польского инженера Опольского, который находился в плену на территории ЗУНР. В конце января того
же года И. Куровец выехал в Краков, откуда через Львов только 16 февраля 1919 вместе с украинскими делегатами Красного Креста добрался до временной столицы ЗУНР — г. Станислав (теперь Ивано-Франковск).
Во втором правительстве ЗУНР Секретариат санитарных дел был упразднен, поэтому И. Куровец назначен санитарным руководителем в
Государственный секретариат внутренних дел. На этой должности он активно занимался организацией врачебной и санитарной помощи в ЗУНР. В короткие сроки сумел наладить службу уездных врачей и работу местных больниц; боролся с эпидемиями, в частности, с полной ликвидацией сыпного тифа, очаги заболевания которым появлялись в разных частях молодой республики; организовывал поставки лекарств и больничного оборудования. Неоднократно осуществлял инспекционные поездки по больницам ЗУНР. Осенью 1919 , после отступления украинской власти за Збруч, вернулся во Львов, где возглавил администрацию «Народной лечебницы», занимался созданием украинского госпиталя в Ровно, работал в благотворительных организациях Львова.
С 1911 И. Куровец — член Украинского врачебного общества и его председатель (1919—1920, 1922). Декан медицинского
факультета Львовского (тайного) украинского университета. Член редакционного комитета «Врачебного вестника» (Львов,
1920—1921), заместитель председателя врачебной комиссии Научного общества им. Т. Шевченко (1924).
Был председателем Наблюдательного совета издательского союза «Дело» (1921—1931) и издательской комиссии «Просвещения». Член руководства Центро-Банка и Общества «Карпатия».
Наряду с напряженной профессиональной деятельностью и общественными обязанностями с 1919 И. Куровец продолжал политическую деятельность в Украинской народно-трудовой партии (УНТП). В 1925 был одним из соучредителей Украинского национально-демократического объединение (УНДО) и членом его Центрального комитета.
В 1928 избран послом польского сейма по Стрыйско-Калушскому округу от УНДО, но через два месяца отказался от своего мандата в пользу другого украинского посла — Максимовича.
Последние годы своей жизни каждое лето путешествовал по Италии, где посещал могилы погибших сыновей. Впечатления от путешествий публиковал на страницах «Дела».
И. Куровец — автор ряда научных и популярных статей и брошюр («Первая помощь при внезапных случаях», «Жизнь и здоровье людей», «Лечебник» и др.), публикаций во «Врачебном вестнике» и Календаре «Просвещения».
Умер 13 мая 1931 во Львове. Похоронен на Лычаковском кладбище.